# 버튼 (컴퓨팅)

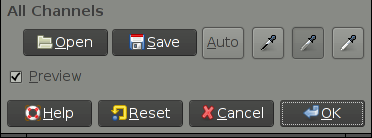
Different types of buttons in GTK+.

컴퓨팅에서 버튼(button, 또는 명령 버튼, 커맨드 버튼)은 마치 동작을 확인하는 것처럼 검색 엔진에서 쿼리를 검색하거나 대화 상자와 상호작용하는 등 사용자에게 이벤트를 트리거하는 단순한 방식을 제공하는 모든 그래픽 컨트롤 요소이다.

## 개요
일반적인 버튼은 직사각형이거나 모서리가 둥근 직사각형이며 높이보다 너비가 더 크며 가운데에 설명 문구가 들어간다. 가장 일반적인 방식의 버튼 누름 방식은 마우스에 의해 조정되는 포인터로 클릭하는 것이지만 키 눌림과 같은 다른 입력을 사용하여 버튼의 명령을 실행할 수 있다. 그러나 버튼은 무조건 직사각형 모양에 국한되지는 않는다. 버튼 상호작용의 유일한 필수 조건은 사용자가 클릭 동작을 통해 명령을 실행할 수 있는가이다. 그러므로 사진과 배경 영역을 버튼으로 프로그래밍화할 수 있다. 미리 정의된 작업을 수행하는 것 외에도 버튼은 누름과 동시에 실제로 눌린 것같은 모습을 보이다가 버튼에서 뗐을 때 평범한 모습을 되찾는 기계식 단추의 모습으로 그래픽 변화를 취할 수 있다.
환경에 따라 버튼은 한 번만 눌리고 명령을 실행하도록 구성할 수 있으며, 아니면 즉각적인 피드백을 받고 사용자에게 원하는 결과를 얻기 위해 한 번 이상의 클릭을 요구하도록 구성될 수도 있다. 그 밖의 버튼들은 체크 상자처럼 켜고 끄는 토글 동작으로 설계된다. 이 버튼들은 옵션의 상태를 표시하기 위해 그래픽 단서를 표시한다.(마우스를 뗀 이후 눌린 상태를 그대로 유지하는 것)